# Радзеюв (гміна)
Гміна Радзеюв (пол. Gmina Radziejów) — сільська гміна у північній Польщі. Належить до Радзейовського повіту Куявсько-Поморського воєводства.
Станом на 31 грудня 2011 у гміні проживало 4484 особи.

## Площа
Згідно з даними за 2007 рік площа гміни становила 92.60 км², у тому числі:
- орні землі: 95.00%
- ліси: 0.00%

Таким чином, площа гміни становить 15.26% площі повіту.

## Населення
Станом на 31 грудня 2011:
| Опис     | Загалом | Загалом | Чоловіки | Чоловіки | Жінки | Жінки |
| -------- | ------- | ------- | -------- | -------- | ----- | ----- |
| одиниця  | осіб    | %       | осіб     | %        | осіб  | %     |
| все      | 4484    | 100     | 2203     | 49.13    | 2281  | 50.87 |
| міське   | 0       | 100     | 0        |          | 0     |       |
| сільське | 4484    | 100     | 2203     | 49.13    | 2281  | 50.87 |

## Сусідні гміни
Гміна Радзеюв межує з такими гмінами: Битонь, Добре, Крушвиця, Осенцини, Пйотркув-Куявський, Радзеюв.